# یحیی عدل

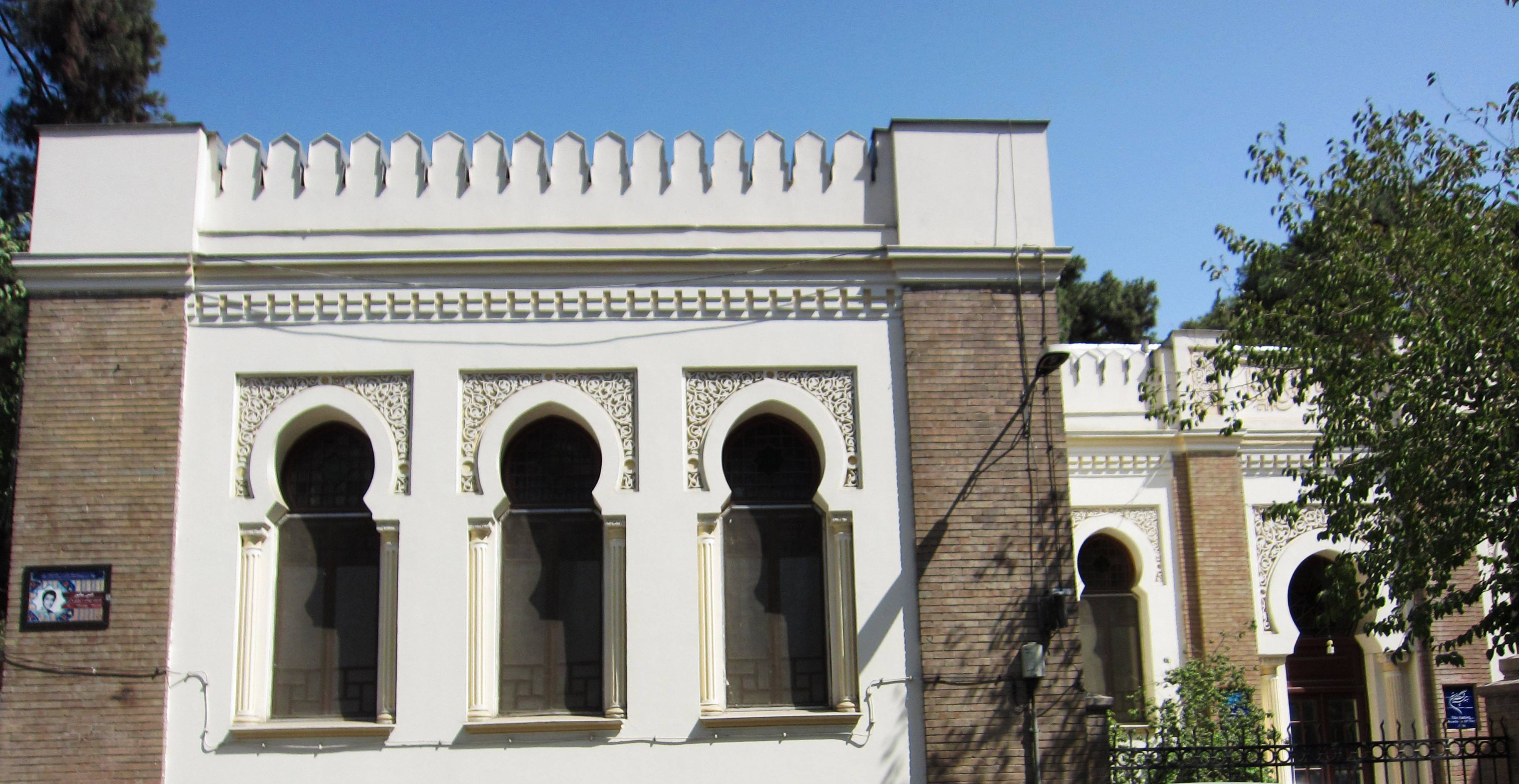
خانه پروفسور عدل در تهران، سال ۱۳۹۳

یحیی عدل (زادهٔ ۱۲۸۷ در تبریز – درگذشتهٔ ۱۴ بهمن ۱۳۸۱ در تهران) جراح ایرانی بود که وی را «پدر جراحی نوین و علم بی‌هوشی ایران» می‌نامند.

## زندگی‌نامه
یحیی عدل در سال ۱۲۸۷ در تبریز متولد شد. پدرش یوسف‌خان مکرم‌الملک مدتی نایب‌الایاله آذربایجان بود. محمدولی فرمانفرمائیان و حبیب نفیسی شوهر خواهران عدل و مصطفی عدل، بنیان‌گذار دادگستری نوین در ایران و احمدحسین عدل، وزیر کشاورزی و مؤسس دانشکده کشاورزی کرج، پسرعموهای او بودند.
وی تحصیلات دبستان را در مدرسه حکمت تبریز به پایان برد و تحصیلات دبیرستان را به سبب انتصاب پدر به عنوان حاکم کرمانشاه در این شهر انجام داد. وی مدتی از تحصیل بازماند تا سرانجام پدرش به هزینه شخصی وی و برادرش را به فرانسه فرستاد. او در پاریس تحصیلات دوره متوسطه را در رشته‌های فلسفه و ریاضی به پایان رساند و پس از مدتی تحصیل در دانشکده ریاضی، به تشویق عمویش وارد دانشکده پزشکی پاریس شد. پس از پایان به مدت دو سال دستیار گرگوار و رئیس درمانگاه بود. در این مدت وی به رشته جراحی روی آورد. عدل چندین سال در رشته جراحی عمومی و اورولوژی مطالعه کرد. او در سال ۱۳۱۷ پایان‌نامه خود را دربارهٔ درمان آدنوپاتی سلی از تصویب گذراند و موفق به دریافت مدال نقره از دانشکده پاریس شد. او پس از موفقیت در کسب درجه لوره آ در سال ۱۳۱۸ ش و درست یک ماه پیش از شروع جنگ جهانی دوم به ایران بازگشت.
پس از بازگشت به ایران او در دانشکده پزشکی استخدام شد و استادی کرسی جراحی عمومی و ریاست بخش جراحی بیمارستان سینا به وی واگذار شد. در آن زمان کمبود جراح در ایران باعث شده بود که وی حتی تا چندین جراحی در روز انجام دهد.
رفت‌وآمد عدل با مقامات بلند کشور و دربار پهلوی او را تبدیل به شخصیتی سیاسی کرد و باعث شد تا بعد از کناره‌گیری اسدالله علم به دبیرکلی حزب مردم منصوب شود. او همچنین در سال ۱۳۴۲ به سناتوری مجلس سنای ایران رسید و تا چهار دوره این مقام را حفظ کرد.
دختر او، کاترین عدل که با بهمن حجت کاشانی برادرزاده سپهبد کاشانی ازدواج کرده بود، به مبارزه مسلحانه با دولت وقت ایران روی آورد و سرانجام در درگیری با ساواک در سوم اردیبهشت ۱۳۵۴ کشته شد. با این همه این واقعه هیچ تأثیری در روابط عدل با دربار نداشت و وی تا زمان انقلاب در زمره پزشکان معتمد دربار به‌شمار می‌آمد.
او مکتبی در ایران پایه‌گذاری کرد که به مکتب عدل شهرت دارد. شاگردانش قبل از انقلاب مجله‌ای به نام ''مکتب عدل'' به صاحب‌امتیازی و مدیرمسئولی محمد قاسمی منتشر می‌کردند که حاوی آخرین اطلاعات علمی در این رشته بود.
بزرگ‌ترین هنر عدل آن بود که ترس جراحان را از عمل جراحی از میان برد و به آنان اعتماد به نفسی داد که به جراحی روی آورند و موفق شوند. البته تکنیک‌های جدید و پیدایش آنتی‌بیوتیکها نیز به موفقیت‌های جدید در جراحی و شهرت او کمک بسیاری کرد.
یحیی عدل در ۱۴ بهمن ۱۳۸۱ در سن ۹۴ سالگی درگذشت و در بهشت زهرای تهران آرامگاه شماره ۶۹۰ به خاک سپرده شد. خانه موروثی یحیی عدل به عنوان یکی از آثار ملی ثبت و بازسازی شده‌است.